# Terence Thomas, Barão Thomas de Macclesfield
Terence James Thomas, o Barão de Thomas de Macclesfield, CBE (Reino Unido, 19 de outubro de 1937 – 1 de julho de 2018) foi um político e banqueiro britânico. 

## Carreira
Ele atuou como diretor executivo do banco, durante nove anos, antes de se aposentar no final da década de 1990. Ele sofreu um acidente vascular cerebral em 1999.
Ele faleceu em 1 de julho de 2018, aos 80 anos.